# Ԧ
Ԧ, ԧ – litera cyrylicy wykorzystywana w językach tackim i judeotackim. Oznacza dźwięk [ʔ], tj. zwarcie krtaniowe.

## Kodowanie
| Znak                   | Ԧ                                           | Ԧ                                           | ԧ                                         | ԧ                                         |
| ---------------------- | ------------------------------------------- | ------------------------------------------- | ----------------------------------------- | ----------------------------------------- |
| Nazwa w Unikodzie      | Cyrillic Capital Letter Shha with Descender | Cyrillic Capital Letter Shha with Descender | Cyrillic Small Letter Shha with Descender | Cyrillic Small Letter Shha with Descender |
| Kodowanie              | dziesiątkowo                                | szesnastkowo                                | dziesiątkowo                              | szesnastkowo                              |
| Unicode                | 1318                                        | U+0526                                      | 1319                                      | U+0527                                    |
| UTF-8                  | 212 166                                     | d4 a6                                       | 212 167                                   | d4 a7                                     |
| Odwołania znakowe SGML | &#1318;                                     | &#x0526;                                    | &#1319;                                   | &#x0527;                                  |